# Anelletti al forno
Els anelletti al forno (anells al forn, en català) són un tipus de pasta al forn, molt difós a Palerm (Sicília), que pot trobar-se en restaurants, tavole calde, friggitorie i bars. Els anelletti són pastes en forma d'anell, de grossor semblant als bucatini. Hi ha moltes variacions d'aquesta recepta, com la que inclou ou dur en farciment. En algunes cuines també es poden trobar porcions individuals, els timbaletti, que es preparen en recipients de metall amb forma d'un con truncat.